# ポルーチ

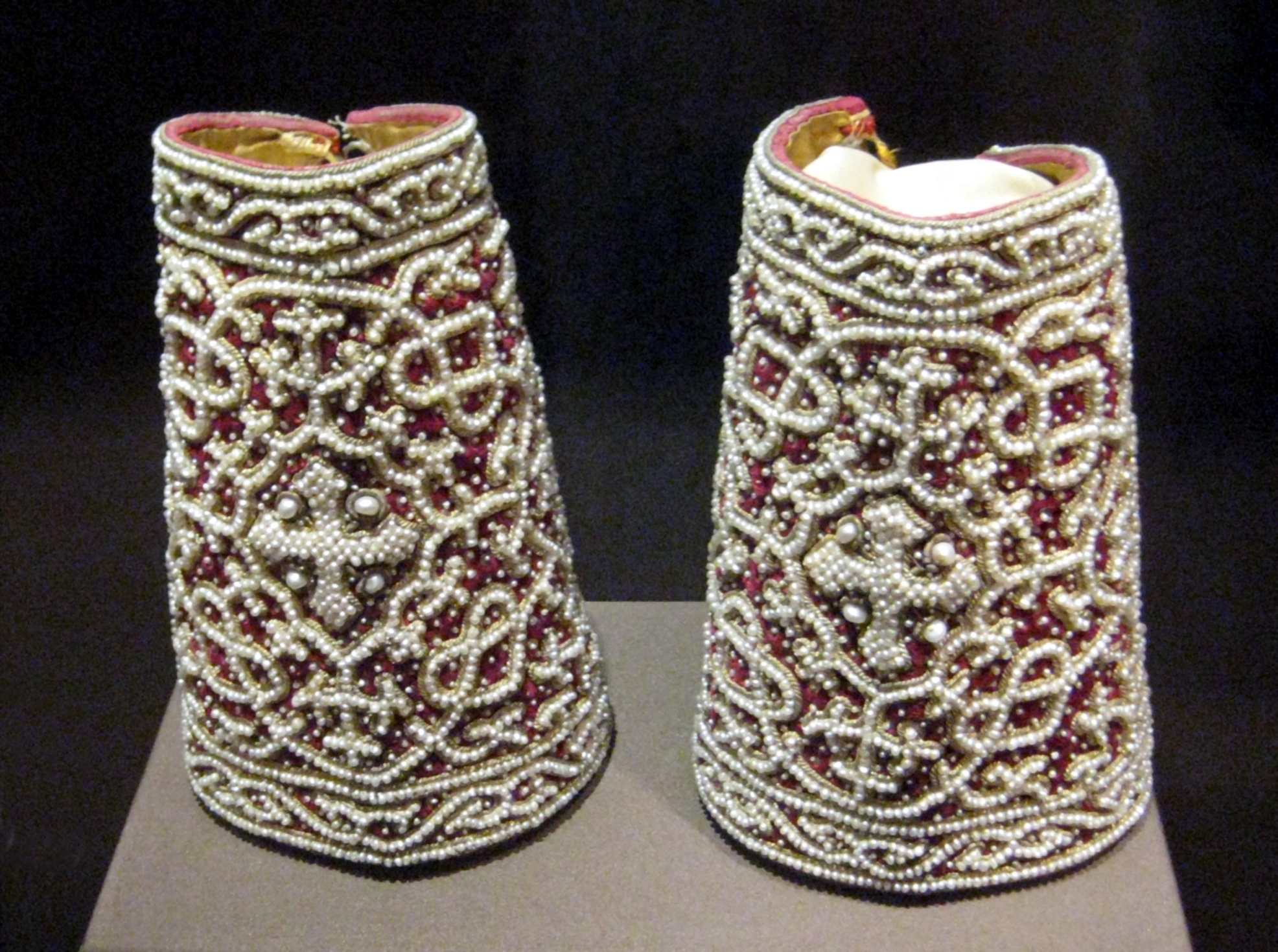
ポルーチ（17世紀、ロシア）

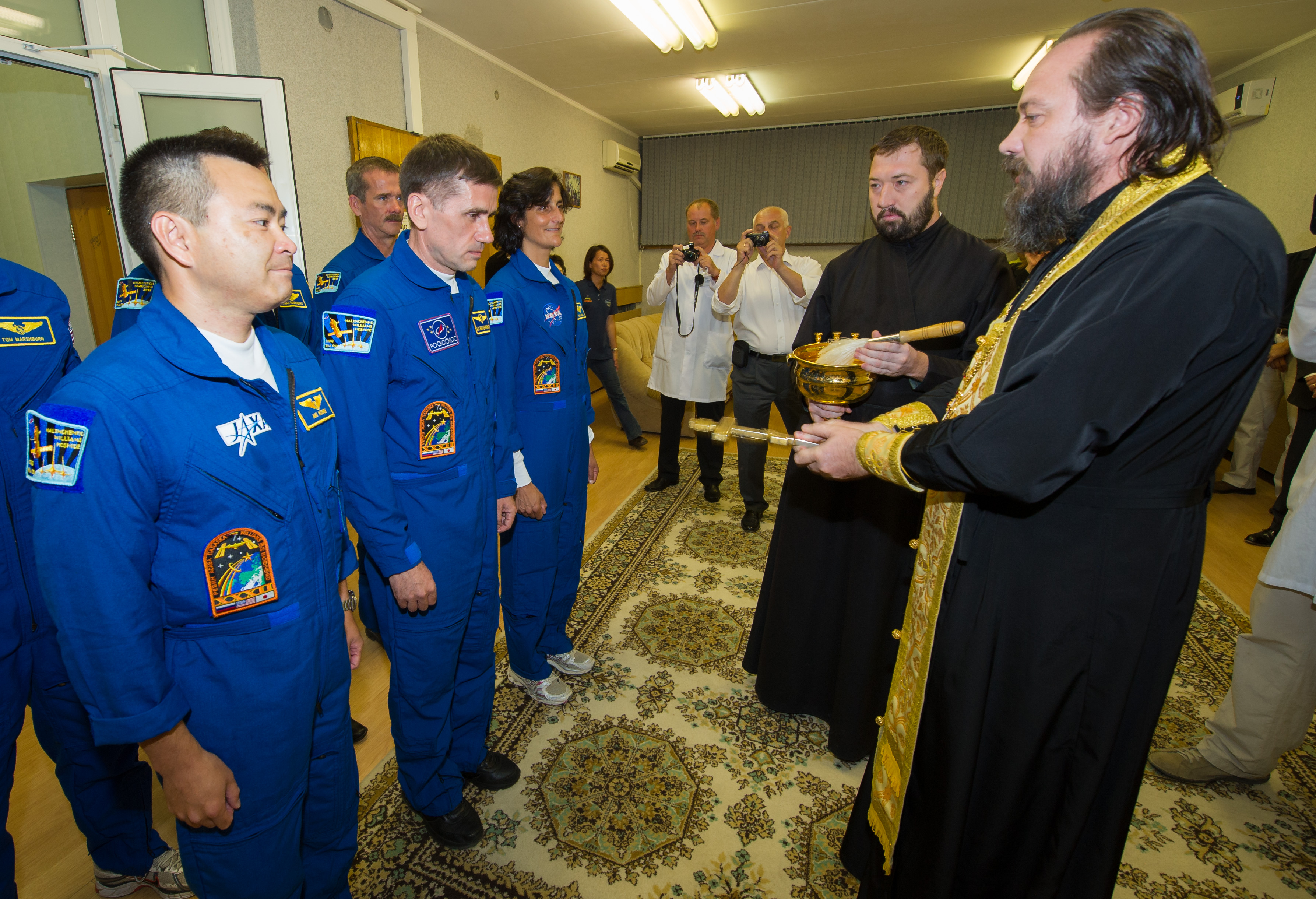
ソユーズに乗り込む星出彰彦をはじめとする宇宙飛行士たちを祝福する司祭（最も右側の人物）。司祭はリヤサを着用し、手首にポルーチを着用、エピタラヒリを首から垂らしている。傍らには聖水が用意されている。祈祷の終結時にこの聖水が、「イソプ」と呼ばれる小箒のような道具を使い、祝福を受ける者に振り掛けられる。（2012年7月15日、バイコヌール）

ポルーチ（ロシア語: поручи, ギリシア語: επιμάνικα, 英語: epimanikia もしくは poruchi もしくは cuffs）は、手首に着用される正教会の祭服。ポルチあるいは籠手（こて）とも呼ばれる。
神品 (正教会の聖職)の全て（主教・司祭・輔祭）が、奉神礼の際に着用する。
実務的には、袖を固定し、機密の執行に当たって粗相が無いようにしている。
込められている意味としては以下が挙げられる。
- イイスス・ハリストス（イエス・キリスト）の受難の際、両手にはめられた手錠を象る。万物を創造した神の手が罪人を縛る手錠に収まったという、計り難い謙遜を表すとされる[6]。
  - 従って、これを着用する者も、神の謙遜に倣い、身勝手な動きをしてはならないとされる[6]。
- 宝座や聖器物に触れるための神の恩寵が手に宿っている事を表しているとされる[6]。
- 司祭の手は司祭自身ではなくハリストス（キリスト）に属し、司祭はハリストスの業を行う事を示すとされる[4]。
- 着用時には神の創造と救いの力を記憶する[5]。